# Diego de Montemayor
Diego de Montemayor (c. 1530-1611) foi um explorador espanhol e segundo governador de Nuevo León. É creditado como o fundador da cidade de Monterrei.

## Biografia
Nasceu em Castilla la Vieja. Filho de Juan de Montemayor e de doña Mayor Hernández. Ele pertencia à Casa de Montemayor, ligada aos Fernandez de Córdoba. De acordo com dados do Arquivo Geral das Índias, Don Diego de Montemayor era um residente de Málaga na Andaluzia.[carece de fontes?]
Em 1580, Don Diego de Montemayor foi nomeado prefeito da cidade de Saltillo. A partir de 1585, também foi um dos três tenentes de Luis de Carvajal y de la Cueva. Em 1588 foi nomeado tesoureiro da Fazenda e vice-governador de Coahuila. No mesmo ano, foi nomeado Governador e Capitão-general desde a nascente do rio Santa Lucía (Nuevo León) até Parras (Coahuila), e também do Río Grande até La Laguna.
Em 1596 ele recebeu permissão para fundar uma "vila espanhola" às margens do rio Santa Lucía. Esta autorização incluía a tarefa de pacificar os índios e promover a evangelização da área. Em 20 de setembro de 1596, Don Diego de Montemayor fundou a cidade de Monterrei, capital do estado mexicano de Nuevo León. Através deste nome, prestou homenagem a quem o tinha ajudado desde a sua chegada na América, o vice-rei da Nova Espanha, Gaspar de Zúñiga y Acevedo, conde de Monterrey.
Montemayor trouxe quarenta pessoas com ele de Saltillo até o rio Santa Lucía para povoar a recém fundada Monterrey, em sua maioria descendentes de judeus.  Destas, havia nove casais, três homens sem família, catorze jovens homens, quatro mulheres e um jovem índio chamado Domingo Manuel.. Se bem sucedida, esta seria a terceira tentativa de fundar uma aldeia com essas características em territórios que até então permaneciam hostis aos espanhóis. As duas tentativas anteriores foram feitas pelo capitão português Alberto do Canto, fundador da cidade de Saltillo e filho de Montemayor.
Diego de Montemayor foi casado três vezes. Suas esposas foram Inez Rodriguez, que veio com ele da Espanha para o Novo Mundo em 1548, Maria de Esquivel e Juana Porcalla de la Cerda. Montemayor teve três filhos, um de cada uma de suas esposas. Seus filhos foram Inés Rodríguez, Diego, e Estefania.
Durante a Guerra Chichimeca em 1550, Montemayor esteve longe de sua terceira esposa, Juana Porcalla de la Cerda, que acabou se envolvendo em um relacionamento amoroso com Alberto do Canto, fundador da cidade de Saltillo. Quando Montemayor soube do caso, uma discussão se seguiu e ele desembainhou a sua espada e a matou. Em seguida, Montemayor fugiu para o norte para viver uma vida como selvagem. Eventualmente, ele foi inocentado de todas as acusações, o motivo provável é que a lei não punia a morte por infidelidade.
Estefania, a filha de Diego de Montemayor com Juana Porcalla de la Cerda, casou-se com  Alberto do Canto com quem teve três filhos. Os dois se separaram em 1596.  Estefania voltou para Monterrei com seu pai, e seus três filhos levaram o sobrenome de Montemayor em vez de del Canto.
Diego de Montemayor morreu em 1611 em Monterrei, foi enterrado no Convento de San Francisco localizado na mesma cidade.